# Denis Rodríguez
Denis Rodríguez (Rosario, 21 marzo 1996) è un calciatore argentino, centrocampista dell'Aprendices Casildenses.

## Caratteristiche tecniche
È un trequartista.

## Carriera
Cresciuto nelle giovanili del Newell's Old Boys, ha debuttato il 12 luglio 2015 in un match vinto 3-0 contro il Racing Club.
Nel 2016 è stato ceduto in prestito biennale al River Plate.

## Statistiche

### Presenze e reti nei club
Statistiche aggiornate al 7 luglio 2017.
| Stagione        | Squadra           | Campionato      | Campionato | Campionato | Coppe nazionali | Coppe nazionali | Coppe nazionali | Coppe continentali | Coppe continentali | Coppe continentali | Altre coppe | Altre coppe | Altre coppe | Totale | Totale | Totale |
| Stagione        | Squadra           | Comp            | Pres       | Reti       | Comp            | Pres            | Reti            | Comp               | Pres               | Reti               | Comp        | Pres        | Reti        | Pres   | Reti   |        |
| --------------- | ----------------- | --------------- | ---------- | ---------- | --------------- | --------------- | --------------- | ------------------ | ------------------ | ------------------ | ----------- | ----------- | ----------- | ------ | ------ | ------ |
| 2015            | Newell's Old Boys | PD              | 14         | 2          | CA              | 0               | 0               |                    | -                  | -                  |             | -           | -           | 14     | 2      |        |
| 2016            | Newell's Old Boys | PD              | 5          | 0          | CA              | 1               | 0               |                    | -                  | -                  |             | -           | -           | 6      | 0      |        |
| Totale Newell's | Totale Newell's   | Totale Newell's | 19         | 2          |                 | 1               | 0               |                    | -                  | -                  |             | -           | -           | 20     | 2      |        |
| 2016-2017       | River Plate       | PD              | 2          | 0          | CA              | 0               | 0               | RS+CL              | 0                  | 0                  |             | -           | -           | 2      | 0      |        |
| Totale carriera | Totale carriera   | Totale carriera | 21         | 2          |                 | 1               | 0               |                    | -                  | -                  |             | -           | -           | 22     | 2      |        |

## Palmarès

### Club

#### Competizioni nazionali
- Copa Argentina: 1

River Plate: 2015-2016